# Trophodeinus barberi
Trophodeinus barberi är en tvåvingeart som beskrevs av Borgmeier 1962. Trophodeinus barberi ingår i släktet Trophodeinus och familjen puckelflugor. Inga underarter finns listade i Catalogue of Life.